# Machnín
Machnín (în germană Machendorf) este unul dintre cele 35 de cartiere ale orașului Liberec, Republica Cehă.

## Istoric
Anterior un sat, Machnín a fost înființat cândva prin secolul al XIV-lea de către familia Donín și a fost numit după Machna, soția burgravului Vilém z Dolína. Satul Machnín s-a numit anterior Machnadorf, iar unele surse se referă la el, de asemenea, cu numele de Mochendorf, Machndorf sau Mochendorff. Prima atestare a acestui sat se găsește într-un document din 1482, care menționează o luptă între Jan Královec și sorabi (în cehă Lužičané).
Încă de la începuturile sale, istoria satului a fost influențată de poziția sa pe granița dintre domeniile nobiliare Grabštejn și Frydlant și de apropierea sa de castelul Hamrštejn (în germană Hammerstein).